# Dominio público marítimo-terrestre

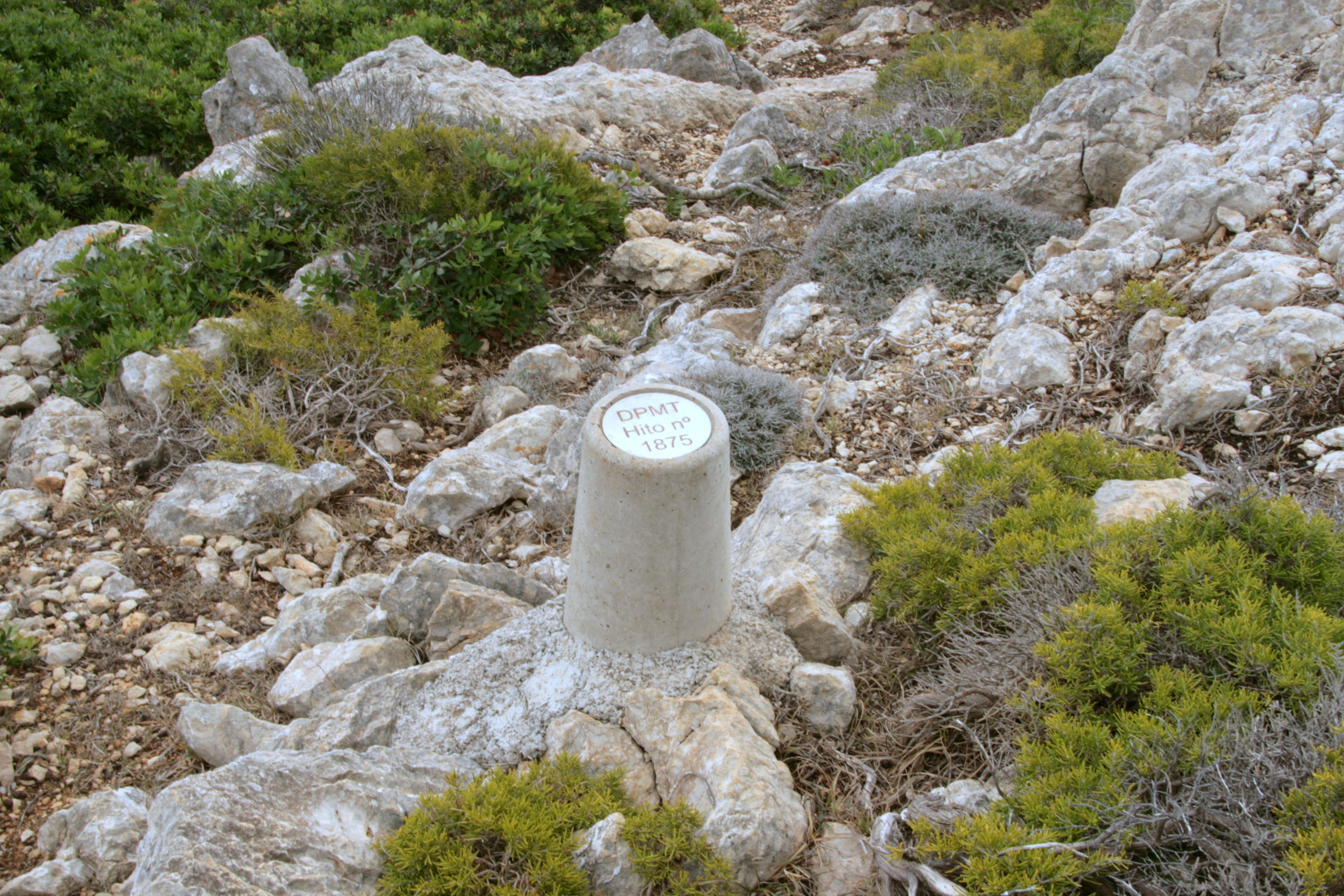
Hito de desline del Dominio Público Marítimo-Terrestre en Menorca

El dominio público marítimo-terrestre (abreviado, DPMT) en el Derecho administrativo de España es el conjunto de bienes de dominio público formado por el mar territorial, las aguas interiores, los recursos naturales de la zona económica exclusiva y de la plataforma continental, así como las playas y costas hasta el alcance de los mayores temporales conocidos.